# Калиђи (Валча)
Калиђи (рум. Căligi) насеље је у Румунији у округу Валча у општини Рунку. Oпштина се налази на надморској висини од 711 m.

## Становништво
Према подацима из 2002. године у насељу је живело 48 становника, од којих су сви румунске националности.